# Alessandro Limongelli
Alessandro Limongelli (Il Cairo, 7 luglio 1890 – Tripoli, 26 febbraio 1932) è stato un architetto egiziano naturalizzato italiano, studioso appassionato di storia.Nato al Cairo da famiglia pugliese, fin dagli anni di formazione nell'Accademia di belle arti di Roma, aveva avuto modo di studiare e rappresentare a carboncino su grandi tavole, monumenti romani di notevole interesse storico e artistico e in seguito, nel viaggio studio che intraprese in Africa nel 1926, rappresentò anche i monumenti Egizi, le cosiddette "visioni fantastiche", immortalando queste opere così come le vedeva e immaginava fossero state nel pieno del loro splendore, catturandone in seguito i caratteri salienti nelle sue architetture; dove ritornano i volumi e le masse dell'architettura classica e la forma circolare del Colosseo che tanto lo entusiasmava.
Si affermò nel 1920 nel concorso al Fante sul San Michele. Per l'Istituto delle case popolari di Roma disegnò e diresse buon numero di fabbricati al quartiere Flaminio; entrò poi nella sezione di architettura annessa all'ufficio del piano regolatore di Roma.
Nel 1929 progettò e realizzò il Padiglione di Roma per la terza Fiera Campionaria di Tripoli, inaugurata il 7 aprile dello stesso anno. In precedenza nella seconda Fiera Campionaria del 1928, aveva progettato e realizzato l’Arco di Trionfo e la Tribuna d’Onore per i Reali d’Italia giunti per l’inaugurazione della Fiera internazionale di Tripoli; ancora prima nel 1927 aveva diretto i lavori del Padiglione di Roma per la Prima Fiera di Tripoli, su progetto  del suo collega architetto Felice Nori. Grazie al successo ottenuto con il padiglione del Governatorato di Roma, Limongelli divenne così famoso, che fu nominato consulente artistico e membro della commissione edile di Tripoli. La sua opera più famosa realizzata è l’Albergo di Cirene.
Nelle ricerche architettoniche di Limongelli, ci troviamo di fronte ad un rapporto con la tradizione che non si esaurisce nell'ambito ristretto di una rilettura dell'architettura antica, ma si ricollega allo studio ed all'analisi delle forme architettoniche, reinterpretandole.
L'architettura di Limongelli avvolge e crea emozione, così come si può provare entrando per la prima volta nel Tempio ossario dei Caduti d'Italia di Udine.

## Opere
- 1926 Edificio residenziale per ICP, Roma[3]

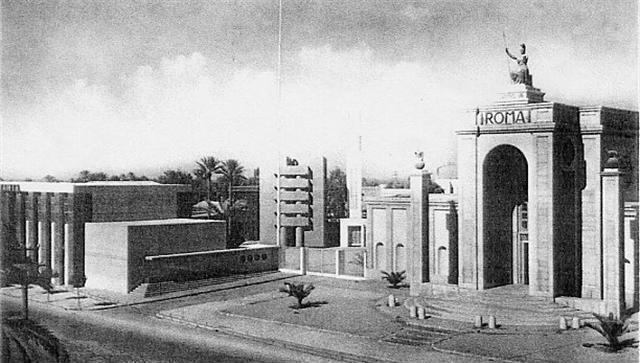
Padiglione di Roma alla fiera di Tripoli

- Padiglione di Roma alla fiera di Tripoli1929 Padiglione di Roma alla fiera di Tripoli[4]
- 1932 Albergo a Tripoli[5]